# Jairo Delgado
Jairo Emanuel Delgado Ferreira (* 17. Juli 1985 in Ettelbrück) ist ein ehemaliger luxemburgischer Basketballspieler.

## Werdegang
Delgado stand ab 2001 in der Herrenmannschaft des BBC Etzella Ettelbrück. In der Saison 2011/12 spielte er bei T71 Dudelange und kehrte anschließend nach Ettelbrück zurück. Delgado gewann mit Etzella 2003, 2006 und 2019 die luxemburgische Meisterschaft und achtmal den Pokalwettbewerb. Im Juni 2021 beendete er seine Laufbahn.

### Nationalmannschaft
Delgado war Kapitän der luxemburgischen Nationalmannschaft, er bestritt 47 Länderspiele.

### Familie
Jairo Delgado, der kapverdischer Abstammung ist, ist ein Vetter von Nelson Delgado.